# Wiktor Moczulski (rotmistrz)

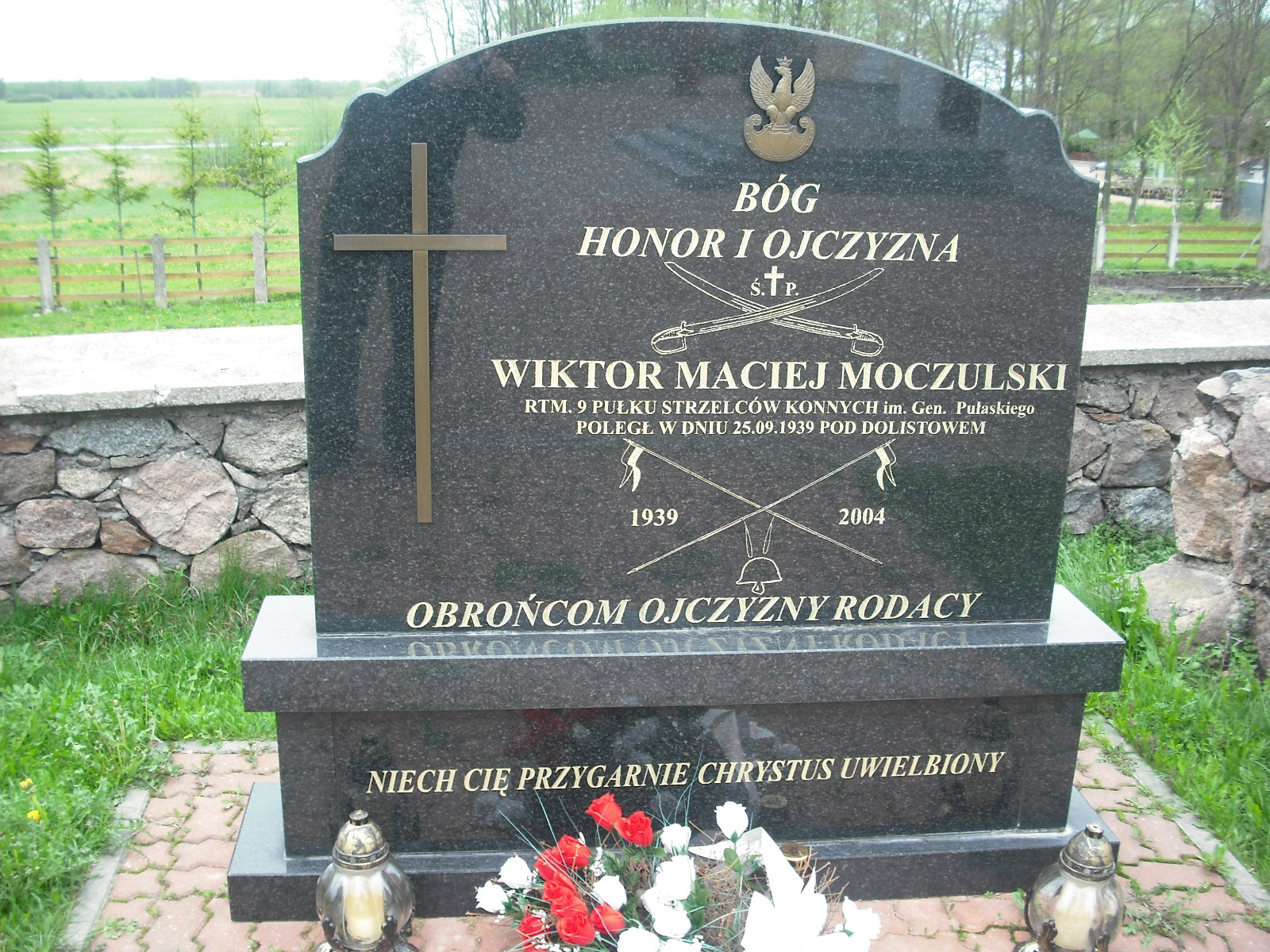
Tablica upamiętniająca miejsce śmierci rotmistrza Moczulskiego w Dolistowie

Wiktor Maciej Moczulski (ur. 4 lutego 1900 w Bielsku Podlaskim, zm. 25 września 1939 w Dolistowie) – rotmistrz Wojska Polskiego II Rzeczypospolitej. 

## Życiorys
Wiktor Maciej Moczulski urodził się 4 lutego 1900 roku w Bielsku Podlaskim w rodzinie Juliana i Franciszki z Jerzykiewiczów. W okresie od 1 kwietnia do 10 listopada 1918 roku służył w Legionach Polskich, a od 11 listopada 1918 roku w Wojsku Polskim, kolejno w następujących jednostkach: 2 pułk Ułanów Grochowskich, Centralna Szkoła Gazowa w Warszawie, Szkoła Podchorążych Piechoty w Warszawie, Centrum Wyszkolenia Kawalerii w Grudziądzu, 3 pułk strzelców konnych, Szkoła Podchorążych Rezerwy Kawalerii Nr 4 przy 4 Dywizji Kawalerii we Lwowie. 
Na porucznika został awansowany ze starszeństwem z dniem 1 grudnia 1922 roku w korpusie oficerów jazdy (od 1924 roku korpus oficerów kawalerii). Do lata 1927 roku pełnił służbę w 10 pułku strzelców konnych w Łańcucie. 11 czerwca 1927 roku został przeniesiony do 2 szwadronu Korpusu Ochrony Pogranicza w Iwieńcu. 11 kwietnia 1933 roku został przeniesiony z KOP do 9 pułku strzelców konnych w Grajewie.
W lipcu 1939 roku w stopniu rotmistrza został dowódcą szwadronu luzaków w Szkole Podchorążych Piechoty w Ostrowi Mazowieckiej. Po wybuchu II wojny światowej, 15 września 1939 z Wołkowyska wraz z Brygadą Kawalerii wyruszył 110 rezerwowy pułk ułanów Moczulskiego pod dowództwem ppłk Jerzego Dąbrowskiego. Po 17 września zmienił on kierunek marszu z Wilna na Grodno i dalej na północ ku granicy litewskiej. W rejonie Grodna dowódca brygady przekazał dowódcom pułków rozkaz generała Przeździeckiego dotyczący przekroczenia granicy litewskiej. Dowództwo 110 pułku podjęło jednak decyzję o nieskładaniu broni i udaniu się do Puszczy Augustowskiej z zamiarem kontynuowania walki. 22 września pułk zatrzymał się na postój w miejscowości Podmacharce. Na ubezpieczenie w kierunku szosy wysłany został 3 szwadron pod dowództwem rotmistrza Moczulskiego. 25 września w okolicach Dolistowa szwadron Moczulskiego został zaatakowany przez broń pancerną wojsk sowieckich. W godzinach popołudniowych tego dnia Moczulski zginął od kuli nieprzyjaciela, wychodząc zza stogu siana. Jego śmierć miała miejsce ok. 30 m od mostu w Dolistowie. Został pochowany 26 września 1939 na cmentarzu w Jaminach. W 1996 w Jaminach powstał pomnik kamienny w miejscu spoczynku rtm. Moczulskiego a w 2004 przy kościele parafialnym w Dolistowie została uroczyście odsłonięta poświęcona mu pamiątkowa tablica.
Wiktor Moczulski był żonaty od 21 lipca 1931 z Michaliną Filipówną.